# Sven Hensel
Sven Hensel (* 22. Juli 1995 in Gelsenkirchen) ist ein deutscher Slam-Poet, Autor und Kurzfilm-Regisseur.

## Leben
Hensel tritt seit 2014 bei Poetry Slams im deutschsprachigen Raum auf. Seine Texte beschäftigen sich häufig mit gesellschaftlichen Problemen, wie Alltagssexismus, oder greifen seinen Alltag auf lyrische oder prosaische Weise auf. Er gewann die U20-Slam-Meisterschaften in Bochum 2015 und erreichte 2017 gemeinsam mit Kim Catrin als Slam-Team „Parkpunk“ das Finale der deutschsprachigen Slam-Meisterschaften im Opernhaus Hannover. Auch als Organisator und Moderator tritt Hensel in Erscheinung, er ist Slam Master unter anderem in Kleve. Im Juli 2018 wurde er bei den 21. Walder Theatertagen in Solingen mit dem „Preis der jungen Poeten“ ausgezeichnet.
2017 erschien seine Textsammlung Aufhause und er war einer der Herausgeber von Tintenfrische III, einer Textsammlung mit Beiträgen junger Autorinnen und Autoren aus der Poetry-Slam-Szene. Im selben Jahr gab er sein Regie-Debüt mit dem Kurzfilm Cruising, der sich künstlerisch mit schnellem, anonymem Sex unter Homosexuellen auseinandersetzt (siehe Cruising). Der Kurzfilm wurde bei YouTube über zwei Millionen Mal betrachtet und fand viel Beachtung in der queeren Szene.
An der Ruhr-Universität Bochum studiert er Germanistik und Komparatistik. (Stand: 2018)

## Auszeichnungen
- 2014, 2016 & 2017: Finalist NRW-Slam
- 2015: Sieger NRW-U20-Slam
- 2015: Finalist U20-Slam-Meisterschaften
- 2017: Finalist der deutschsprachigen Slam-Meisterschaften (im Team)
- 2018: Preis der jungen Poeten Solingen

## Veröffentlichungen
- Aufhause: Von Zugvögeln und Fernverkehrern. Lektora-Verlag, 2017, ISBN 978-3-95461-093-8.
- Victoria Helene Bergemann, Sven Hensel, Finn Holitzka (Hrsg.): Tintenfrische III. Lektora-Verlag, 2017, ISBN 978-3-95461-107-2.
- Stef, Sven Hensel (Hrsg.): Fantastische Queerwesen: und wie sie sich finden. Satyr Verlag, 2019, ISBN 978-3-947106-30-1.

### Beitrag in
- Nik Salsflausen (Hrsg.): Afterwork mit Sisyphos: Alte Mythen, neue Texte im Poetry Slam. Satyr-Verlag, 2017, ISBN 978-3-944035-87-1.
- Elias Raatz (Hrsg.): Textsorbet - Volume 3G: gesehen, gelesen, gestaunt. Dichterwettstreit deluxe, 2022, ISBN 978-3-9820358-6-4.
- Elias Raatz (Hrsg.): Von Landeiern und Großstadtpflanzen: 24 Geschichten, Gedichte, Gedanken über Heimat, Identität und Zuhause. Dichterwettstreit deluxe, 2024, ISBN 978-3-98809-025-6.